# Caroline Bauer
Pour les articles homonymes, voir Bauer.
Caroline Philippine Augusta Bauer, ou Lina Bauer, née le 29 mars 1807 à Heidelberg et morte le 18 octobre 1877 à Kilchberg près de Zurich, est une actrice allemande de l'époque du Biedermeier.

## Biographie
Après la mort de son père, capitaine de cavalerie à la bataille d'Essling, la petite fille déménage avec sa famille à Carlsruhe en 1814. Elle débute en tant que musicienne au théâtre de la Cour de Carlsruhe, puis prend des leçons de théâtre auprès de Mlle Demmer, ancienne élève d'August Wilhelm Iffland. Son premier rôle sur les planches du théâtre de la Cour de Carlsruhe est celui de Marguerite en décembre 1822. Sa grâce, son naturel et ses dons particuliers en font rapidement la préférée du public. Elle est appelée en 1824 au théâtre de Königsstadt de Berlin, où elle joue avec succès pendant six mois.
Elle quitte la scène en 1829, car elle serait devenue entretemps la maîtresse du prince Léopold de Saxe-Cobourg, futur roi des Belges. Bien que cette liaison ne fut pas prouvée, on doit remarquer que c'est précisément après que le prince est monté sur le trône qu'elle retourne sur les planches en 1831, ce qui peut résulter d'une rupture, confirmant a posteriori, qu'une liaison avait bien eu lieu, le rôle de maîtresse ayant été jugé incompatible avec le statut de roi des Belges. Elle est alors appelée à Saint-Pétersbourg, où le succès est de nouveau au rendez-vous. Elle fait des tournées à partir de 1834 à Vienne, Budapest, Leipzig, Hambourg, Berlin, Lübeck, et plus tard à Dresde au théâtre de la Cour en 1844, où elle fait ses adieux dans le rôle d'Armand.
Caroline Bauer était en concurrence à Saint-Pétersbourg et en Allemagne avec sa rivale Charlotte von Hagn, surnommée « la Déjazet allemande ». Le public se partageait en admirateurs de la première et en admirateurs de la seconde. 
Elle épouse en 1844 un comte polonais émigré, Władysław Plater. Elle meurt le 18 octobre 1877 à la villa Broelberg, à Kilchberg en Suisse.
Le comte von Plater entame ensuite un long procès avec l'éditeur de sa femme, Arnold Wellmer, qui avait publié sans autorisation préalable des lettres de l'actrice et des extraits de son Journal.

## Quelques rôles

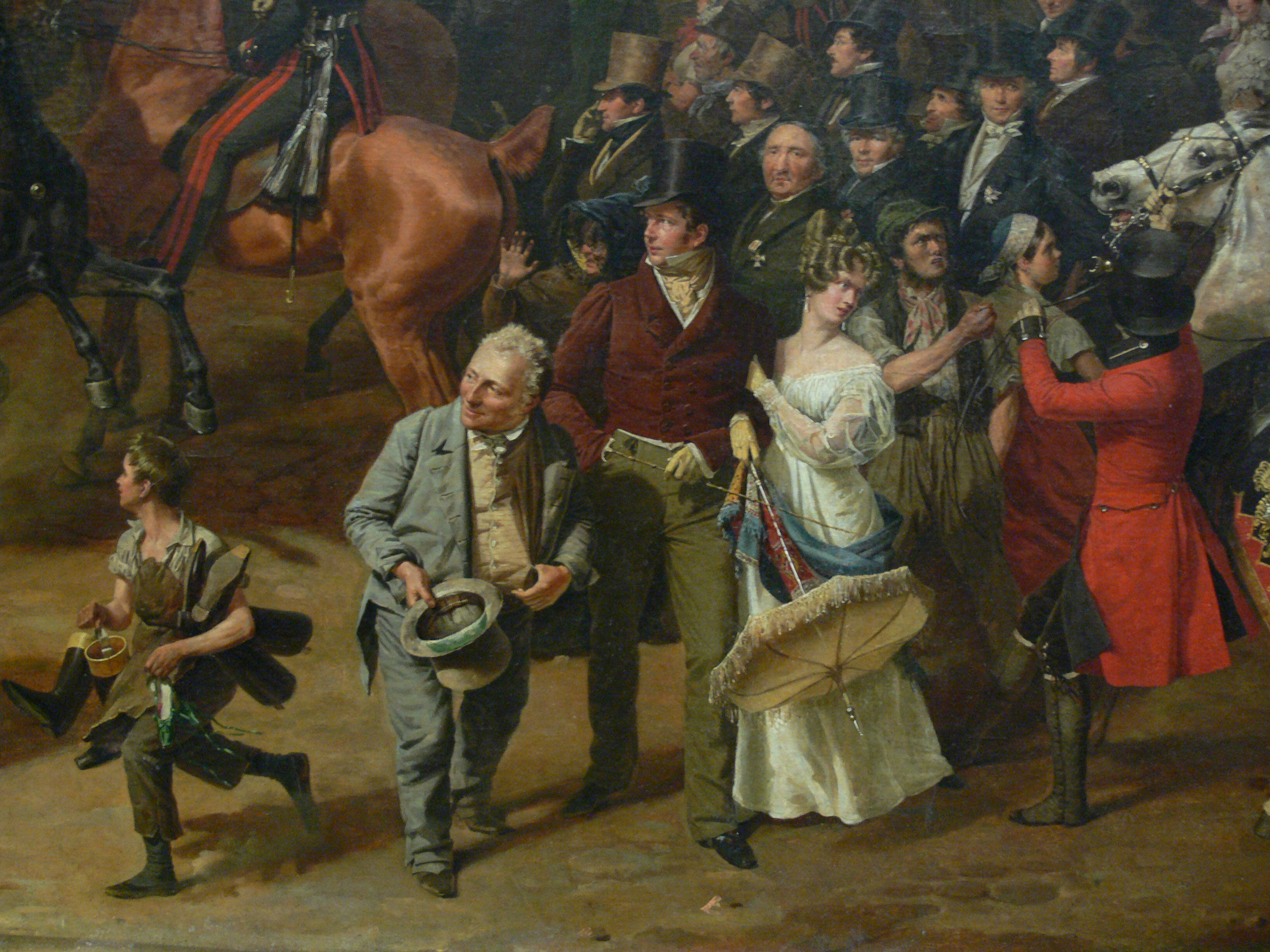
Caroline Bauer en blanc, détail d'un tableau de Franz Krüger, Le Défilé des artistes à la place de l'opéra de Berlin (1824-1830), Nationalgalerie de Berlin

- Marguerite, dans Les Vieux garçons d'August Wilhelm Iffland
- Rosine, dans L'Étudiant en droit et le fermier de Johann Rautenstrauch
- Julie, dans Jalousie honteuse de Johanna Franul von Weißenthurn (de)
- Suschen, dans Le Fiancé de Mexico d'Heinrich Clauren
- Preziosa, dans Preziosa de Pius Alexander Wolff
- Juliette, dans Roméo et Juliette de William Shakespeare
- Marie Stuart, dans Marie Stuart de Friedrich von Schiller
- La princesse, dans Torquato Tasso de Johann Wolfgang von Goethe
- Armand, dans Werner de Karl Gutzkow